# Catharsius erechtheus
Catharsius erechtheus là một loài bọ cánh cứng trong họ Bọ hung (Scarabaeidae).